# Като Салменико
Като Салменико (на гръцки: Κάτω Σαλμενίκο, катаревуса Κάτω Σαλμενίκον, Като Салменикон) е село в Република Гърция, дем Егялия, област Западна Гърция. Селото има население от 325 души.

## Личности
Родени в Като Салменико
- Дионисий Папаниколопулос (1888 – 1968), гръцки духовник